# Genussa cluaca
Genussa cluaca là một loài bướm đêm trong họ Geometridae.